# Radosław Kałużny
Radosław Kałużny (Góra, 1974. február 2. –) lengyel válogatott labdarúgó.

## Pályafutása

### Klubcsapatban
1991 és 1998 között a Zagłębie Lubin csapatában játszott. 1998 és 2001 között a Wisła Kraków játékosa volt, melynek tagjaként két bajnoki címet szerzett. 2001-től 2006-ig Németországban játszott, ahol 2001 és 2003 között az Energie Cottbus, 2003 és 2005 között a Bayer Leverkusen, 2005-ben a Rot-Weiß Essen, 2005 és 2006 között a Rot Weiss Ahlen játékosa volt. A 2006–07-es szezonban Cipruson az Apóllon Lemeszút erősítette. 2007 és 2008 között a Jagiellonia Białystok labdarúgója volt. 2010-ben a Chrobry Głogów színeiben fejezte be a pályafutását. 

### A válogatottban
1997 és 2005 között 41 alkalommal szerepelt a lengyel válogatottban és 11 gólt szerzett. Részt vett a 2002-es világbajnokságon, ahol a Dél-Korea és a Portugália elleni csoportmérkőzésen kezdőként lépett pályára. Az Egyesült Államok elleni találkozón nem kapott lehetőséget.

## Sikerei, díjai
Wisła Kraków
- Lengyel bajnok (2): 1998–99, 2000–01

Apóllon Lemeszú
- Ciprusi szuperkupagyőztes (1): 2006

## Külső hivatkozások
- Radosław Kałużny adatlapja a National-Football-Teams.com oldalon (angolul)

- Radosław Kałużny (angol nyelven). FootballDatabase.eu
- Radosław Kałużny (angol nyelven). eu-football.info
- Radosław Kałużny (lengyel nyelven). 90minut.pl
- Radosław Kałużny (német nyelven). kicker.de
- Radosław Kałużny adatlapja a worldfootball.net oldalon (angolul)